# 金台夕照
39°55′00″N 116°27′43″E / 39.91673°N 116.46184°E

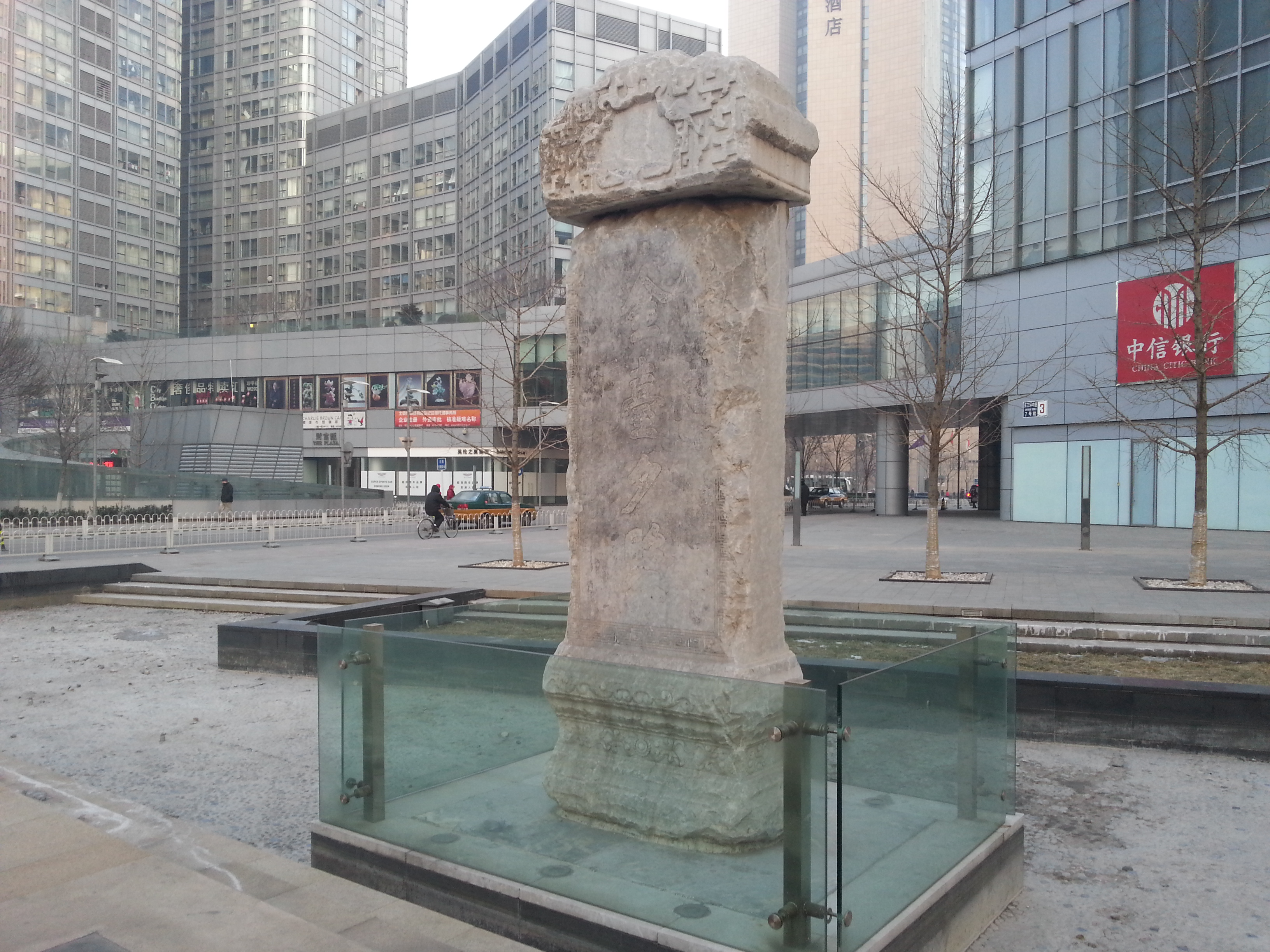
财富中心庭院之中的金台夕照碑

金台夕照，为燕京八景之一。现存“金台夕照碑”，位于北京市朝阳区财富中心庭院之中。2013年1月，朝阳区文化委员会为“金台夕照碑”立有“北京市朝阳区普查登记文物”牌。

## 简介
“金台”的典故源自战国时期燕昭王为礼贤下士而修筑黄金台的传说。东晋孔衍《春秋后语》记载：“燕昭王曰：‘安得贤士以报齐仇？’郭隗曰：‘王能筑台于碣石山前，尊隗为师，天下贤士必自至也。’王如其言，作台以金玉崇之，号黄金台。”唐朝白居易《白氏六帖》记载：“燕昭王置千金于台上，以延天下士，谓之黄金台。”燕昭王究竟是否曾筑黄金台，历代多有争议。但各家都认为黄金台代表招纳贤士之地。
历代文人曾以“黄金台”入文，表达怀才不遇之感。李白《在水军宴赠幕府诸侍御》有：“如登黄金台，遥谒紫霞仙。”李商隐《偶成转韵七十二句赠四同舍》有：“此时闻有燕昭台，挺身东望心眼开。”
金章宗时的《明昌遗事》记有燕山八景：卢沟晓月、西山积雪、蓟门飞雨、居庸叠翠、金台夕照、玉泉垂虹、琼岛春阴、太液秋风。明朝胡广《燕山八景图诗序》记载：“昔燕昭王尊郭隗，筑宫而师事之，置千金于台上，以延天下士，遂以得名。其后金人慕其好贤之名，亦建此台，尽在旧城内。后之游者，往往极目于斜阳古墓之中，徘徊留恋，以寄其遐思，故曰金台夕照。”可见胡广认为，金朝人曾在旧城内新建黄金台，以慕燕昭王好贤之名，遂有“金台夕照”之景形成。
清朝乾隆帝御笔定燕京八景为：西山晴雪、卢沟晓月、金台夕照、蓟门烟树、琼岛春阴、太液秋风、玉泉趵突、居庸叠翠，并分别刻立石碑。其中，金台夕照碑立在朝阳门外的一座高地上。《长安客话》记载：“都城黄金台，出朝阳门循濠而南，至东南角，岿然一土阜是也。日薄崦嵫，茫茫落落，吊古之士，登斯台者，辄低回眷顾，有千秋灵气之想。京师八景有曰‘金台夕照’，即此。”
1935年出版的《旧都文物略》记载，“金台夕照”位于朝阳门外东南二里许的“苗家地北高地”，金台夕照碑也立在此处。1900年庚子事变时，八国联军曾将打靶场建在该高地上。中华人民共和国初期，此处已为一片荒丘。1959年8月，大跃进期间，该高地是幸福弯人民公社第六农业生产队的场院，北京市文物局的考古人员到此考察，得知当地农民为了耕地，已经推倒石碑并深埋地下，后来荒丘被开垦为农田。当时考古人员进行了勘探发掘，一无所获。后来该地被新建的工厂占用。
2001年12月，在位于北京CBD的财富中心开挖地基时，在地下2米处发现一块巨石，施工部门向文物部门报告，文物部门随即进行了发掘，使这块金台夕照碑出土。财富中心建成后，金台夕照碑立在财富中心的庭院中。石碑被一池清水围绕，石碑旁边有一个大平台。
金台夕照碑的碑身、碑座通高3.3米。碑座为须弥座，宽1.8米、高0.95米、厚0.7米，阳刻有宝相花、缠枝莲等花纹。碑额宽1.45米、高0.75米、厚0.8米，圆雕如意状，阴面和阳面浅浮雕有夔龙纹，篆书“御制”。碑身宽1.5米、高2.35米、厚0.5米，碑身阴面和阳面刻有连续的回纹。碑身阳面刻有乾隆帝御笔“金台夕照”四个大字。碑身阴面刻有乾隆帝御制诗：“九龙妙笔写空濛，疑似荒台西或东。要在好贤传以久，何妨存古讬其中。豪词赋鹜谁过客，博辩方盂任小童。遗迹明昌重挍捡，睾然高望想流风。”“燕台遥望澹烟蒙，返照依希禁籞东。是处人家图画里，一川风景夕阳中。溪头棹响归渔艇，牛背箫声过牧童。千古望诸留胜迹，几回凭吊向西风。”落款为“辛未年初秋题”，下面盖有玉玺。辛未年是乾隆十六年（1751年）。